# Засен (Ајфел)
Засен (њем. Sassen) општина је у њемачкој савезној држави Рајна-Палатинат. Једно је од 109 општинских средишта округа Вулканајфел. Према процјени из 2010. у општини је живјело 82 становника. Посједује регионалну шифру (AGS) 7233236.

## Географски и демографски подаци
Засен се налази у савезној држави Рајна-Палатинат у округу Вулканајфел. Општина се налази на надморској висини од 550 метара. Површина општине износи 3,3 km². У самом мјесту је, према процјени из 2010. године, живјело 82 становника. Просјечна густина становништва износи 25 становника/km².

## Галерија
- Засен